# 中国工农红军第七军团
中国工农红军第七军团，简称红七军团，中国工农红军主力部队之一。
1933年2月，根据中共中央军委的命令，红十一军由江西东北调往中央苏区，编入红一方面军。6月7日，中央军委决定将红十军改编为红七军团。10月28日，红七军团正式成立，军团长寻淮洲、政治委员萧劲光，下辖第十九师：师长寻淮洲（兼任，后周建屏代）、政治委员萧劲光（兼任，后吕振球代）；第二十师：师长李聚奎（后粟裕代）、政治委员李翔梧；第三十四师：师长周子昆（后彭绍辉代）、政治委员谭震林（后程翠林代）。
1934年7月6日，为减轻中央苏区所受到的军事压力，红七军团在江西瑞金改编为“北上抗日先遣队”，前往闽浙赣苏区，总指挥寻淮洲、政治委员乐少华。10月，在江西重溪与红十军会合，按中央指示，两部合编为红十军团，继续北上。红七军团改编为第十九师，师长寻淮洲、政委聂洪钧、参谋长王如痴。12月14日，在安徽黄山谭家桥战败，退回江西。
1935年1月，红十军团在怀玉山被国民革命军包围，大部溃散，仅千余人在粟裕、刘英等人率领下逃脱，后该部在1937年改编为新四军第二支队。